# Agnin
Agnin és un municipi francès situat al departament de la Isèra i a la regió d'Alvèrnia-Roine-Alps. L'any 2007 tenia 903 habitants.

## Demografia

### Població
El 2007 la població de fet d'Agnin era de 903 persones. Hi havia 343 famílies de les quals 68 eren unipersonals (34 homes vivint sols i 34 dones vivint soles), 114 parelles sense fills, 148 parelles amb fills i 13 famílies monoparentals amb fills.
La població ha evolucionat segons el següent gràfic:
Habitants censats

### Habitatges
El 2007 hi havia 359 habitatges, 340 eren l'habitatge principal de la família, 8 eren segones residències i 11 estaven desocupats. 338 eren cases i 16 eren apartaments. Dels 340 habitatges principals, 294 estaven ocupats pels seus propietaris, 40 estaven llogats i ocupats pels llogaters i 6 estaven cedits a títol gratuït; 1 tenia una cambra, 4 en tenien dues, 38 en tenien tres, 100 en tenien quatre i 197 en tenien cinc o més. 279 habitatges disposaven pel capbaix d'una plaça de pàrquing. A 142 habitatges hi havia un automòbil i a 179 n'hi havia dos o més.

### Piràmide de població
La piràmide de població per edats i sexe el 2009 era:
| Homes | Edats   | Dones |
| ----- | ------- | ----- |
| 0     | 95 o +  | 0     |
| 0     | 90 a 94 | 4     |
| 4     | 85 a 89 | 8     |
| 16    | 80 a 84 | 4     |
| 8     | 75 a 79 | 24    |
| 8     | 70 a 74 | 20    |
| 12    | 65 a 69 | 12    |
| 20    | 60 a 64 | 12    |
| 32    | 55 a 59 | 16    |
| 48    | 50 a 54 | 48    |
| 24    | 45 a 49 | 44    |
| 24    | 40 a 44 | 8     |
| 36    | 35 a 39 | 24    |
| 28    | 30 a 34 | 32    |
| 44    | 25 a 29 | 36    |
| 32    | 20 a 24 | 4     |
| 24    | 15 a 19 | 12    |
| 24    | 10 a 14 | 16    |
| 24    | 5 a 9   | 24    |
| 16    | 0 a 4   | 20    |

## Economia
El 2007 la població en edat de treballar era de 579 persones, 421 eren actives i 158 eren inactives. De les 421 persones actives 387 estaven ocupades (213 homes i 174 dones) i 34 estaven aturades (15 homes i 19 dones). De les 158 persones inactives 41 estaven jubilades, 58 estaven estudiant i 59 estaven classificades com a «altres inactius».

### Ingressos
El 2009 a Agnin hi havia 340 unitats fiscals que integraven 915,5 persones, la mediana anual d'ingressos fiscals per persona era de 19.707 €.

### Activitats econòmiques
Dels 32 establiments que hi havia el 2007, 2 eren d'empreses de fabricació d'altres productes industrials, 9 d'empreses de construcció, 6 d'empreses de comerç i reparació d'automòbils, 2 d'empreses de transport, 2 d'empreses d'hostatgeria i restauració, 1 d'una empresa d'informació i comunicació, 2 d'empreses immobiliàries, 6 d'empreses de serveis, 1 d'una entitat de l'administració pública i 1 d'una empresa classificada com a «altres activitats de serveis».
Dels 9 establiments de servei als particulars que hi havia el 2009, 1 era un taller de reparació d'automòbils i de material agrícola, 3 paletes, 2 lampisteries, 1 electricista, 1 veterinari i 1 restaurant.
Els 2 establiments comercials que hi havia el 2009 eren botiges de menys de 120 m².
L'any 2000 a Agnin hi havia 25 explotacions agrícoles que ocupaven un total de 799 hectàrees.

## Equipaments sanitaris i escolars
El 2009 hi havia una escola elemental.

## Poblacions més properes
El següent diagrama mostra les poblacions més properes.